# Spiralia
Als Spiralia (Spiralfurcher) werden eine Reihe von Stämmen der Bilateria (Zweiseitentiere) zusammengefasst, die primär eine besondere Art der Furchung, die Spiralfurchung aufweisen. Bei der Spiralfurchung werden jeweils vier neue Zellen in einer Spindelform, schräg zur Achse des Eis gebildet.

## Spiralfurchung
Die Spiralfurchung zeichnet sich dadurch aus, dass der Spindelapparat bei den Zellteilungen schief zur animal-vegetativen Achse der Eizelle, und des sich entwickelnden Embryos steht. Diese Orientierung der Eizelle ergibt sich aus der Lage des Zellkerns relativ zum Dotter und, meist, aus der Lage der Polkörper, wodurch ein animaler und ein, entgegengesetzt liegender, vegetativer Pol der Eizelle unterschieden werden können. Die Orientierung des Spindelapparats wechselt dabei von Zellteilung zu Zellteilung, wodurch die abgeschnürten Tochterzellen jeweils nach links oder nach rechts, im Uhrzeigersinn oder entgegengesetzt zu ihm, angeordnet sind. Bei der Betrachtung des Embryos in Orientierung auf den animalen Pol ergibt sich daraus nach den ersten fünf Teilungen eine spiralige Anordnung der Teilungsebenen, worauf der Name Bezug nimmt.
Die Zellen werden bei der Spiralfurchung nach einer standardisierten, auf den Biologen Edwin Grant Conklin zurückgehenden Notation gekennzeichnet. Dabei werden mit Zahlen (1,2,3,4...) die Abkömmlinge des jeweiligen Teilungsschrittes und mit Buchstaben die jeweiligen Zellen markiert. Bei der ersten Teilung entstehen zwei Zellen (AB und CD), bei der zweiten vier (A, B, C, D). Bei den späteren, ungleichen (inäqualen) Teilungen werden mit Großbuchstaben die großen Zellen (Makromeren), mit kleinen Buchstaben die kleineren Zellen (Mikromeren) bezeichnet. 4d wäre demnach eine der beiden Tochterzellen, die im vierten Teilungsschritt aus der im dritten Teilungsschritt entstandenen Makromeren, 3D, hervorgegangen ist.
Die befruchtete Eizelle teilt sich zunächst zweimal meridional, die Teilungfurchen laufen dabei von einem Pol zum anderen. Dabei entstehen vier Zellen, die in einer Ebene liegen (Phase A des Taxobilds). Bei der zweiten Teilung entstehen vier Zellen, A, B, C, D. Die dritte Teilung findet äquatorial statt. Dabei entstehen zwei Ebenen mit jeweils vier Zellen, vier größere Blastomeren, die Makromeren (1A - 1D) und vier kleinere Zellen, die Mikromeren (1a - 1d) (Phase B des Taxobilds). Die Mikromeren liegen jeweils in den Furchen zwischen zwei Makromeren und sind gegenüber diesen um 45° verdreht. Die vier Makromeren teilen sich wieder und bilden eine zweite Gruppe von vier Mikromeren (Phase C des Taxobilds). Auch die Mikromeren teilen sich, so dass die Eizelle nach vier Teilungen aus 16 Zellen besteht (Phase D des Taxobilds).
Die Bedeutung der Spiralfurchung geht aber weit über diese, für sich betrachtet zunächst recht unwichtige, Anordnung der Teilungsebenen hinaus. Jede Zelle des Embryos (die nach der im vorigen Absatz umrissenen Notation beschrieben werden kann) ist zellkonstant, ihre Abkömmlinge bilden im sich entwickelnden Embryo klar definierte Gewebe aus. So geht fast immer die Rückenseite (dorsal) des Embryos auf die Abkömmlinge der Zelle D zurück. Die Makromeren bilden letztlich das Endoderm, die Mikromeren über wiegend das Ektoderm. Alle Zellen des Mesoderms sind Abkömmlinge der Zelle 4d. Die Zelle 2d, Somatoblast genannt, bildet fast allein das komplette äußere Ektoderm der sich entwickelnden Larve.
Zu diesem, an einigen zu den Ringelwürmern und den Weichtieren gehörenden Modellorganismen gehörenden Arten bereits Ende des 19. Jahrhunderts entdeckten grundlegenden Modellvorstellungen existieren bei zahlreichen Taxa Variationen, die sich aber auf dasselbe grundlegende Schema zurückführen lassen. So sind bei einigen Gruppen bereits die ersten Teilungen ungleich, bei einigen sind die Makromeren und Mikromeren gleich groß (sehr selten können sogar die Mikromeren größer sein). In diesen Fällen ist aber eine klare Homologie der Zellen des Embryos auszumachen, so dass sich Identität, Lage und Schicksal der einzelnen Zellen bei Arten, die verschiedenen Tierstämmen angehören, oft verfolgen lassen.

## Die Spiralfurchung als taxonomisches Merkmal
Die komplizierten, einzigartigen Verhältnisse bei der Spiralfurchung lassen es äußerst unwahrscheinlich erscheinen, dass sich dieser komplizierte Apparat bei mehreren Tierstämmen möglicherweise konvergent zueinander entwickelt haben könnte. Es kam daher bereits kurz nach der Entdeckung der Gedanke auf, dass alle Formen mit Spiralfurchung bei der Embryonalentwicklung miteinander verwandt sein müssten. Sie wurden erstmals 1929 durch den Biologen Waldemar Schleip auch formal zu einem Spiralia genannten Taxon zusammengefasst. Die Spiralfurchung erschien ein Musterbeispiel eines bereits früh in der Stammesgeschichte entwickelten und dann, wegen ihrer grundlegenden Bedeutung in der Entwicklung konservierten Merkmals.
Problematisch an dem Taxon Spiralia war von Anfang an, dass es klar erkennbare Fälle gibt, bei denen die Spiralteilung offensichtlich sekundär aufgegeben worden sein muss. So besitzen die Kopffüßer (Cephalopoda), deren Zugehörigkeit zu den Weichtieren anhand zahlreicher anderer Merkmale offensichtlich ist, keine Spiralteilung. Auch bei einer anderen der Modellgruppen, an denen das Phänomen entdeckt wurde, den Vielborstern oder Polychaeta, sind inzwischen zahlreiche Ausnahmen bekannt.
Es muss also damit gerechnet werden, dass sie auch bei anderen Gruppen, bei denen der Zusammenhang nicht so eindeutig ist, umgebildet oder ganz rückgebildet worden ist. Vergleichende Entwicklungsbiologen fanden in anderen Tierstämmen einzelne Gruppen, die ein Teilungsmuster zeigen, das als abweichende oder umgebildete Spiralfurchung interpretiert werden kann. So wurde die Embryonalentwicklung der Rankenfußkrebse lange Zeit als abgewandelte Spiralfurchung interpretiert, was als Unterstützung für das (inzwischen aufgegebene) Taxon Gliedertiere (Articulata) gewertet wurde.

## Spiralia als Taxon - unterschiedliche Ansätze
Bereits früh wurde klar, dass Spiralfurchung offensichtlich auf die Protostomia (oder „Urmünder“) beschränkt ist, während sie bei der anderen Großgruppe, den Deuterostomia oder „Neumündern“ nie auftritt. Eine Zeitlang galt Spiralfurchung einigen Taxonomen als Autapomorphie der Protostomia, sie wäre also bei deren Stammform ausgeprägt gewesen und allen Protostomiern mit anderen Entwicklungstypen der Theorie zufolge sekundär verloren gegangen. Später zeigte sich, dass alle Beispiele von Spiralfurchung bei einer der später erkannten Großgruppen der Protostomia, den Ecdysozoa oder „Häutungstieren“, auf Fehlinterpretationen zurückgehen. Spiralfurchung schien nun eine überzeugendes Merkmal für eine andere Großgruppe, die Lophotrochozoa zu sein. Dies Deutung wurde etwa durch den Evolutionsbiologen Gonzalo Giribet vertreten. Aber auch an dieser Zuordnung regten sich Zweifel. Einige Wissenschaftler betrachteten ihr Fehlen bei den Armfüßern (Brachiopoda) und Hufeisenwürmern (Phoronida) (zwei kleinen, im Meer lebenden Tierstämmen) als primär, so dass die Spiralia nun die anderen Lophotrochozoen vereinen würden.
Nach den Methoden der Phylogenomik arbeitende Systematiker, die die Verwandtschaft der Tierstämme und Großgruppen des Tierreichs anhand des Vergleichs homologer DNA-Sequenzen untersuchen, haben in den Jahrzehnten etwa ab 2000 auf dieser Basis zahlreiche weitere Gruppen unterschiedlichen Umfangs und Zusammensetzung als „Spiralia“ benannt (wobei das namensgebende Merkmal der Spiralfurchung nunmehr im Wesentlichen nur noch als Etikettierung dient). Zwar umfassen diese Gruppen normalerweise alle Gruppen mit klassischer Spiralfurchung, aber auch verschiedene, und jeweils unterschiedliche, Stämme ohne dieses Merkmal (oder solche, die daraufhin überhaupt noch nicht untersucht worden sind). Viele dieser Gruppen sind synonym auch mit anderen Namen bezeichnet worden. Viele, darunter der Biologe Kenneth M. Halanych plädieren deshalb dafür, den Namen Spiralia für ein Taxon, wegen dieser Konfusion und der Gefahr der Irreführung, ganz zu vermeiden.

## Untertaxa
Bei folgenden Taxa ist eindeutig eine Spiralfurchung festzustellen, so dass ihre Zugehörigkeit zu den Spiralia sicher ist:
- Ringelwürmer (Annelida)
- Weichtiere (Mollusca)
- Spritzwürmer (Sipuncula)
- Schnurwürmer (Nemertini)
- Plattwürmer (Plathelminthes)

Weitere Taxa weisen eine Spiralfurchung auf, bei der noch nicht sicher ist, ob sie zu der der Anneliden und Mollusken homolog ist:
- Kiefermündchen (Gnathostomulida)
- Kelchwürmer (Kamptozoa)
- "Rädertierchen (Rotatoria)"

Bei den Gliederfüßern (Arthropoda) gibt es keine Spiralfurchung. Sie galten lange Zeit als Verwandte der Ringelwürmer (Konzept der Gliedertiere (Articulata)). Die Spiralfurchung des Eis bei einigen Krebstieren (Wasserflöhe ("Cladocera"), Rankenfußkrebse (Cirripedia) und Leuchtgarnelen (Euphausiacea)) ist wahrscheinlich sekundär entstanden.
Bei den Hufeisenwürmern (Phoronida) findet eine Spiralfurchung statt, bei der die Zellen nicht um 45° versetzt sind. Auch hier wird eine sekundäre Entstehung angenommen.